# Pruska unija (Evangelička kršćanska Crkva)
Pruska unija (Evangelička kršćanska crkva) (njemački Evangelische Kirche der altpreußischen Union, kratica Abk. EKapU, APU) je bila crkvena unija nastala spajanjem Evangeličke (luteranske) Crkve i Reformirane (kalvinističke) crkve u Pruskoj, nizom uredaba - među njima i Unionsurkunde koju je objavio kralj Fridrika Vilima III. Crkveno tijelo koje se 1817. pojavilo s Unijom je bilo najveća samostalna vjerska organizacija u Weimarskoj Njemačkoj s oko 18 milijuna upisanih župljana. Ugnjetavanja i miješanje od strane različitih vlada izazvalo je dva crkvena raskola (jedan trajni od 1830-ih, jedan privremeni 1934. – 1948.) - uključujući i progone mnogih župljana.
U 1920-ima Druga Poljska Republika i Litva, a u 1950-im do 1970-ih DR Njemačka, NR Poljska i Sovjetski Savez nametali su stalne ili privremene organizacijske podjele, uklanjali cijele zajednice, i oduzimali crkvenu imovinu, oskvrnuli ili prebacili ih na razne "Crkve po odobrenju Vlada ". Tijekom Drugog svjetskog rata crkvu su mnogo razorila strateška bombardiranja tijekom Drugog svjetskog rata, a do kraja rata mnogi župljani pobjegli od napada sovjetskih snaga. Nakon rata kompletne crkvene pokrajine su nestale nakon protjerivanja većine župljana koji žive istočno od crte Odra - Nisa.
U dvama poslijeratnim razdobljima dogodile su glavne reforme unutar crkve, jačanje demokratskog sudjelovanja župljana i ravnopravnost muškaraca i žena. U teologiji crkva broji mnoge poznate osobe kao svoje članove - kao što su Friedrich Schleiermacher, Julius Wellhausen (privremeno), Adolf von Harnack, Karl Barth (privremeno), Dietrich Bonhoeffer, ili Martin Niemöller (privremeno). U ranim 1950-im godina Crkveno se tijelo pretvara u kišobran, nakon što su njegove crkvene pokrajine preuzela neovisnost u kasnim 1940-ihma nakon pada broja župljana zbog njemačke demografske krize i rastućeg opadanja religioznosti,  crkva je spojena u Savez crkava reformacijske baštine u 2003. Brojne promjene u povijesti crkve ogledaju se u nekoliko promjena imena. Istovremeno stvorena kršćanska denominacija Pruske unije postoji sve do današnjih dana i sljedeća crkvena tijelima se drže uz nju: 
- Evangelička Crkva Berlin-Brandenburg-Šleska i Gornja Lužica
- Pomeranska evangelička Crkva
- Evangelička Crkva u Porajnju
- Evangelička Crkva crkvene pokrajine Saske
- Evangelička Crkva Westphalije